# Haydar Işık

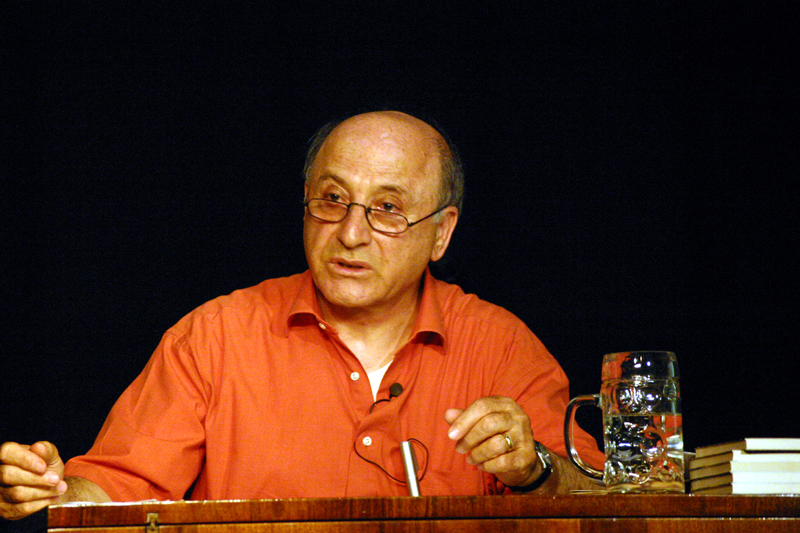
Haydar Işık (2006)

Haydar Işık (* 1. September 1937 in Tunceli; † 17. Dezember 2021 in München) war ein kurdischer Lehrer, Schriftsteller, Sachbuchautor und Kolumnist. Er war Mitbegründer des Kurdischen P.E.N.-Zentrums in Deutschland.

## Leben
Işık studierte Pharmazie, lebte ab 1974 in der Bundesrepublik Deutschland und war ab 1984 deutscher Staatsbürger. Seine Hauptthemen waren die Kurdenpolitik in Dersim und Verfolgungen im Rahmen des Dersim-Aufstandes. 

## Werke
- Der Agha aus Dersim. 2. Auflage. München 1995, ISBN 3-927743-16-X
- Verloren in Deutschland. Winterthur 1996, ISBN 3-9520545-6-9
- Die Vernichtung von Dersim. Münster 2002, ISBN 3-89771-852-9
- Sultan Saladin. München 2013, ISBN 3-8004-1518-6